# Campeche, Brasilien
Campeche är en ort i Brasilien.   Den ligger i kommunen Florianópolis och delstaten Santa Catarina, i den södra delen av landet, 1 300 km söder om huvudstaden Brasília. Campeche ligger 11 meter över havet och antalet invånare är 18 570.
Terrängen runt Campeche är platt åt nordost, men åt sydväst är den kuperad. Havet är nära Campeche åt sydost. Trakten är tätbefolkad. Närmaste större samhälle är Florianópolis, 11,2 km nordväst om Campeche. 